# Grottaminarda
Grottaminarda là một đô thị (comune) thuộc tỉnh Avenllino trong vùng Campania của Ý. Grottaminarda có diện tích 28 km2, dân số là 8352 người (thời điểm ngày 31 tháng 12 năm 2004). Thị xã có cự ly 80 km về phía đông bắc Napoli.